# 戸田熊彦
戸田 熊彦（とだ くまひこ、1843年3月（天保14年2月）- 1896年（明治29年）2月5日）は、明治期の教育者、政治家。衆議院議員。

## 経歴
肥後国玉名郡、のちの熊本県玉名郡大田黒村（神尾村大田黒、三加和村、三加和町を経て現和水町）で生まれた。木下韡村に師事して漢学を修めた。
明治維新後、地域の読書、習字の指南役となり、里正を務めた。西南戦争後、神尾村に猶興学舎を設けて国家主義により子弟を教育した。
政界では熊本県会議員に選出され、玉名郡書記も務めた。1894年（明治27年）3月、第3回衆議院議員総選挙（熊本県第2区、国民協会）で当選し、同年9月の第4回総選挙（熊本県第2区、国民協会）でも再選され、衆議院議員に連続2期在任。1896年2月、帝国議会開会中に死去した。